# شعيانية
شعيانية (الاسم العلمي: Actinomycineae) هي رتيبة من البكتيريا تتبع رتبة الشعيات من طائفة الشعاويات.

## فصائل
- الشعاوية